# Frauenhorst
Frauenhorst ist ein bewohnter Gemeindeteil der amtsfreien Stadt Herzberg (Elster) im Landkreis Elbe-Elster in Brandenburg. Der Ort liegt an der Schwarzen Elster.

## Geschichte
Der Ort wurde 1269 erstmals im Urkundenbuch Dobrilugk erwähnt als (Borchardo militi de) Vrowenhorts. Der Name des ehemaligen Rittergutes deutet auf eine Verehrung der Frau. Horst deutet auf einen Hügel im Gesträuch oder Erhöhung im Sumpfgebiet hin.
Bis 1815 gehörte der Ort zum Amt Annaburg. 1550 lebten hier 19 besessene Mann, davon 13 Hüfner, ein Lehnrichter und fünf Gärtner, die unmittelbar dem Amt Lochau unterstanden. Ein Mann entrichtete seine Zinse jedoch dem Pfarrer in Herzberg.
Die Ortsflur grenzte mit der Annaburger Heide, Grochwitz und Mahdel.
Frauenhorst hatte ursprünglich keine Kirche, sondern war eine Filiale von Herzberg.